# Ectropis venosa
Ectropis venosa är en fjärilsart som beskrevs av Newst. och Grose-smith 1919. Ectropis venosa ingår i släktet Ectropis och familjen mätare. Inga underarter finns listade i Catalogue of Life.